# Grècia al Festival de la Cançó d'Eurovisió Júnior
Grècia va ser un dels països fundadors que va debutar al Festival de la Cançó d'Eurovisió Júnior en 2003.
Grècia hi ha enviat 6 cançons des del seu inici fins a la seva retirada. Hi va debutar l'any 2003, i va decidir no participar-hi a partir de l'any 2009 a causa de la baixa audiència i de la crisi econòmica.

## Història
Grècia va optar per ser una de les 16 nacions a participar en l'edició inaugural del Festival de la Cançó d'Eurovisió Junior, i va participar en sis concursos consecutius. El 2008 va marcar la seva última aparició, amb l'emissora que va anunciar que els índexs de televisió relativament baixos del concurs i una objecció a l'ús de nens van tenir un paper important. Hellenic Broadcasting Corporation (ERT) va decidir oficialment no participar en un comunicat de premsa d'abril de 2009 citant la crisi econòmica de l'època com un factor addicional.
El gener de 2014 es va informar que NERIT estava interessada a participar-hi, prenent el relleu de la desapareguda emissora ERT. No obstant això, més tard es va confirmar que continuarien amb la seva absència de la competició. El juny de 2020, es va informar que l'emissora grega ERT estava considerant seriosament tornar al concurs el 2020. Tanmateix, setmanes més tard, es va revelar que l'emissora havia decidit no tornar al concurs el 2020.

## Participacions
Llegenda
| Any                                   | Seu         | Artista             | Cançó                 | Lloc | Punts |
| ------------------------------------- | ----------- | ------------------- | --------------------- | ---- | ----- |
| 2003                                  | Copenhaguen | Nicolas Ganopoulos  | «Fili gia panta»      | 8    | 53    |
| 2004                                  | Lillehammer | Secret Band         | «O palios mou eaftos» | 9    | 48    |
| 2005                                  | Hasselt     | Aleksandros & Kalli | «Tora ine i sira mas» | 6    | 88    |
| 2006                                  | Bucarest    | Chloe Sofia Boleti  | «Den peirazei»        | 13   | 35    |
| 2007                                  | Rotterdam   | Made In Greece      | «Kapou mperdeftika»   | 17   | 14    |
| 2008                                  | Limassol    | Nikki Yannouchu     | «Kapoia nychta»       | 14   | 19    |
| No hi va participar entre 2009 i 2024 |             |                     |                       |      |       |